# Justin (Teksas)
Justin – miasto w Stanach Zjednoczonych, w stanie Teksas, w hrabstwie Denton.